# Donji Račnik
Donji Račnik (cyr. Доњи Рачник) – wieś w Serbii, w okręgu pomorawskim, w mieście Jagodina. W 2011 roku liczyła 548 mieszkańców.